# Famille Lambertazzi
 (août 2024).
Si vous disposez d'ouvrages ou d'articles de référence ou si vous connaissez des sites web de qualité traitant du thème abordé ici, merci de compléter l'article en donnant les références utiles à sa vérifiabilité et en les liant à la section « Notes et références ».
La famille Lambertazzi est une famille gibeline de Bologne, dont le nom est souvent associé dans l'histoire de Bologne à celui de la famille Geremei qui était guelfe.

## Histoire
Les factions Lambertazzi et Geremei, gibelins et guelfes, représentaient deux tendances politiques et deux formes de gouvernement qui se sont affrontés. Cet antagonisme se développe en même temps qur l'affrontement entre la papauté et l'empereur du Saint-Empire. Henri VI avait par la force essayé de rétablir son pouvoir en Italie en prenant des fiefs dans les États de l'Église et en luttant contre l'indépendance des communes. À la mort d'Henri VI, en 1197, son fils, Frédéric II n'a que trois ans. Le pape Innocent III a nommé des cardinaux pour reprendre les Marches et le duché de Spolète. Le pape proposa de garantir leurs libertés aux communes de Toscane qui ont formé avec Florence la ligue toscane en 1197. Le conflit entre la papauté et l'empire s'est doublé d'un conflit entre deux empereurs, Otton IV de la dynastie des Welf (nom qui a donné Guelfe) et Frédéric II de Hohenstaufen (le nom de son château de Waiblingen a donné gibelin), entre 1211 et 1218, avec les alliances changeants des papes et des communes italiennes avec l'un ou l'autre suivant leurs intérêts. Après la mort d'Otton IV et le couronnement de Frédéric II comme empereur, en 1220, les États de l'Église vont se trouver pris en étau entre deux possessions de l'empereur, le royaume d'Italie et le royaume de Sicile dont le roi est nominalement vassal du pape. Pour briser cet encerclement, la papauté s'est appuyée sur Charles d'Anjou auquel elle transfère le royaume de Sicile en 1266. Ce dernier fait exécuter Conradin, le dernier représentant des Hohenstaufen, à Naples, en 1268.
Dans la Romagne, Bologne est la ville la plus importante. Cette région, comme la Lombardie est divisée entre communes guelfes et gibelines. Modène et Imola étaient gibelines. Bologne a fait la guerre contre Imola, en 1222, qui a dû s'engager à raser les murs de la ville pour obtenir la paix, et contre Modène, en 1228 et en 1249. Frédéric II ayant donné sa protection à Imola et menacé Bologne, celle-ci est alors entrée dans l'opposition à l'empereur.
Le nom de Lambertazzi sert surtout à nommer la faction gibeline de Bologne. Son nom apparaît dans les chroniques en 1217 quand deux troupes partent de Bologne pour participer à la cinquième croisade à l'appel de Jean de Brienne. À la tête d'une troupe se trouvait Bonifacio Lambertazzi et pour la seconde, Baruffaldino Geremei. Après la prise de Damiette, les milites bolonais sont rentrés avec leurs butins. L'envoi de deux contingents bolonais dirigés par deux capitani montre que l'aristocratie de Bologne était déjà divisée.
Pour l'auteur de Sirventese dei Geremei e dei Lambertazzi, rédigé à la fin du XIIIe siècle, le conflit entre guelfes et gibelins, et l'affrontement entre deux factions de l'aristocratie bolonaise, serait né en 1249, quand les Bolonais ont fait prisonnier le roi Enzio, le fils de Frédéric II, à la bataille de Fossalta, en 1249, et le garde jusqu'à sa mort en 1272. Mais les partis guelfes et gibelins sont nés en Italie après l'excommunication de Frédéric II, en 1227, renouvelée en 1239, et les conflits avec la papauté et les villes lombardes favorables au pape battues en 1237.
L'origine de cet affrontement à Bologne pourrait aussi est due aux intérêts d'une faction avec ceux du Studium, l'université de Bologne, qui tirait avantage de la protection impériale.
À Bologne, à la fin du XIIe siècle, l'autorité souveraine de la commune était partagée entre trois conseils, les consuls et le podestat. La ville était divisée entre quatre tribus. Dans chaque tribu dix électeurs étaient désignés par tirage au sort. Ils nommaient alors les citoyens de leur tribu dignes de composer les trois conseils. Le conseil général était ouvert à tous les citoyens de Bologne ayant plus de 18 ans sauf ceux occupant une profession vile, le conseil spécial comprenait 600 citoyens, le conseil de confiance était moins nombreux mais tous les jurisconsultes de la ville en étaient membres de droit. Seuls les consuls et le podestat avaient l'initiative des décisions soumises au vote des conseils. C'est probablement par le contrôle de la nomination des consuls que la noblesse a pu conserver le pouvoir dans la ville.
Le Liber Paradisus donne le nom des 5855 serfs qui sont libérés par la commune de Bologne en 1255-1256, et de leurs 379 propriétaires. De cette liste, un chercheur allemand a montré que les propriétaires de la faction Lambertazzi possédait 1 266 serfs, et les propriétaires de la faction Geremei, 1 544. La faction Lambertazzi possédait donc moins de serfs que la faction Geremei. La fortune des factions ne semble pas être à l'origine de cette division.
Au milieu du XIIIe siècle, le peuple a obtenu plus de pouvoir grâce à l'action du juriste Rolandino de' Passaggeri, maître de l'Arti des notaires, qui est alors à la tête de  la faction Geremei. Il est un des quatre notaires qui ont rédigé le Liber Paradisus quand la commune a affranchi les serfs, en 1257. La victoire de Fossalta a donné au peuple un goût de liberté face à l'empereur.
La faction Lambertazzi a commencé à craindre de perdre le contrôle de la ville qu'il détenait depuis longtemps. Des désaccords vont se développer en querelles puis en batailles de plus en plus féroces entre factions devenus irréconciliables. À partir de 1270, la société a rejeté leur faction. De 1271 à 1273 les Lambertazzi ont proposé une lutte commune contre les Aigoni, guelfes de Modène. De leur côté les Geremei veulent lutter contre les seigneurs gibelins de la Romagne.
Les affrontements entre les deux factions sont fréquentes, et ont atteint leur maximum en avril et mai 1274. Pendant un mois la ville est devenu un champ de bataille. Les Lambertazzi sont battus par la faction Geremei et l'intervention de leurs adversaires de Ferrare et Lombards. Leurs palais fortifiés ont été pris. La faction Lambertazzi a alors dû quitter la ville et trouver refuge dans les villes gibelines de Forlì et de Faenza. Près de 12 000 personnes ont dû quitter la ville. Les biens de la faction Lambertazzi sont saisis ou détruits.
Des procès sont faits en 1275 contre les Lambertazzi. Le Liber bannitorum et confinatorum de Bologne, rédigé en 1277, mentionne 3 841 personnes appartenant ou censées appartenir à la faction gibeline des Lambertazzi. Des règles visent à exclure de tous les conseils quiconque a un rapport de parenté avec un des Lambertazzi recensés dans la liste
Les gibelins ont alors choisi de mettre à la tête de leur armée le comte Guido da Montefeltro. Les troupes de Bologne sont battues par celles de la ville gibeline de Forlì en 1275, au pont de San-Procolo. Pour éviter de tomber entre les mains des gibelins, la ville a demandé l'appui du roi Charles d'Anjou qui a envoyé des troupes, en 1276. La ville a accepté de prêter serment au pape Nicolas III en 1278 qui en est devenu le suzerain.
En 1278, Rodolphe de Habsbourg avait accordé au pape Nicolas III la charte qui séparait les territoires qui dépendaient du Saint-Siège de ceux relevant du Saint-Empire romain germanique. Elle confirmait que la Romagne dépendait du Saint-Siège. Le chancelier impérial ayant obtenu le serment de fidélité à l'empereur des villes de Romagne, le pape Nicolas III protesta et l'empereur cassa les serments des fidélité qu'il avait reçu des citoyens de Bologne, Imola, Faenza, Forlipompoli, Césana, Ravenne, Rimini, Urbino... Mais ces territoires étaient des mouvances de l'empire et se considéraient comme quasi indépendants.
Le pape a nommé son neveu, Bertoldo Orsini (1233-1289), comte de Romagne.  Il a envoyé le cardinal Latino Malabranca Orsini comme légat en Romagne pour y prêcher la paix. Les Lembertazzi et les gibelins chassés de Bologne y ont retrouvé leurs biens. La paix a été signée entre les Lambertazzi et les Geremei le 4 août 1279.
Mais après la mort de Nicolas III, Charles d'Anjou fit élire pape Martin IV. Ce dernier, pour faire plaisir au roi de Sicile nomma un fidèle du roi comte de Romagne. Les Lambertazzi et les gibelins sont de nouveau chassés de Bologne.
Les Lambertazzi ne sont plus revenus à Bologne, même si leur nom a continué à être utilisé pour désigner la faction gibeline de Bologne. Cette faction est de nouveau chassée de Bologne en 1306 ainsi que le cardinal Napoléon Orsini. Les affrontements sont alors entre les partis Scacchesi et Maltraversi, noms venant des blasons des familles Pepoli (scacchiera = échiquier) et Gozzadini (traversé en diagonale).

## Littérature et opéra
- Au XVe siècle, Giovanni Sabadino degli Arienti, auteur du livre de nouvelles Le Porrettane, a inventé l'histoire romantique des amours contrariées de Bonifacio Geremei et d'Imelda Lambertazzi pour justifier la création des deux factions guelfe et gibeline[7]. En reprenant cette histoire dans Dalla historia di Bologna, vol. 1, en 1596, Cherubino Ghirardacci lui a donné du crédit[8].
- Cette histoire de combat entre guelfes et gibelins est reprise dans la tragédie en 5 actes Imelda de Gabriele Sperduti qui a paru en 1825 d'après ces vieilles chroniques bolonaises. L'auteur nous transporte encore au Moyen Âge, vers la fin du XIIIe siècle; à Bologne. Deux grandes familles de Bologne sont aux prises, les Geremei et les Lambertazzi. Le neveu de Geremei, Bonifacio, aime la fille de Lambertazzi, Imelda, autant que Roméo aime Juliette. Après maintes aventures, après maints coups d’épée, Bonifacio est tué par un des Lambertazzi avec un poignard empoisonné, au moment où Imelda, fuyant le château de ses pères, va s’unir à lui dans la chapelle de la forêt. Celle-ci essaie de sauver son amant en aspirant le poison et en meurt.
- De cette tragédie, Andrea Leone Tottola en a tiré un livret mis en musique par Gaetano Donizetti dans l'opéra Imelda de' Lambertazzi donné pour la première fois à Naples, en 1830.
- Defendente Sacchi a écrit un roman historique, I Lambertazzi e i Geremei o le fazioni di Bologna nel secolo XIII. Cronaca di un Trovatore, Presso Ant. Fort. Stella e figli, Milano, 1830 (lire en ligne )
- Friedrich Halm a écrit le drame Imelda Lambertazzi, en 1838.
- Le prince Joseph Poniatowski a donné à Rome, en 1844, Bonifazio dei Geremei, grand opéra en 3 actes, livret de Poniatowski lui-même.